# ۲ جنیفر
۲ جنیفر (به انگلیسی: 2 Jennifer) یک فیلم مستقل آمریکایی ترسناک محصول سال ۲۰۱۶ به نویسندگی و کارگردانی هانتر جانسون است که در این فیلم نیز ایفای نقش می‌کند. این فیلم دنباله‌ای بر فیلم جیمز کالن برساک به‌سوی جنیفر است.

## خلاصه داستان
اسپنسر می‌خواهد دنباله‌ای بر یکی از فیلم‌های ترسناک مورد علاقه‌اش، به‌سوی جنیفر، بسازد و امیدوار است که با انجام این کار، کار او به عنوان یک فیلم‌ساز آغاز شود. به این ترتیب، او نقش یکی از شخصیت‌های اصلی فیلم را بازی می‌کند و می‌خواهد زن کاملی را پیدا کند که نقش شخصیت اصلی فیلم را ایفا کند، حتی تا آنجا پیش می‌رود که اصرار دارد که فقط بازیگرانی را که جنیفر نام دارند در نظر بگیرند. با این حال، با یافتن جنیفر عالی خود و شروع فیلمبرداری، تسلط اسپنسر بر واقعیت بیشتر و ضعیف‌تر می‌شود.